# IC 4402
IC 4402 је спирална галаксија у сазвјежђу Вук која се налази на листи објеката дубоког неба у Индекс каталогу.
Деклинација објекта је - 46° 17' 54" а ректасцензија 14h 21m 12,9s. Привидна величина (магнитуда) објекта IC 4402 износи 11,3 а фотографска магнитуда 12,1. Налази се на удаљености од 19,532 милиона парсека од Сунца. IC 4402 је још познат и под ознакама ESO 272-5, IRAS 14179-4604, PGC 51288.